# Marc Reis
Marc Reis (* 9. November 1982) ist ein deutsch-amerikanischer Rapper aus Mannheim. Bis 2010 war er auch unter den Künstlernamen Sprachtot, Sonnik Boom und Szonyke tätig.

## Biografie
Marc Reis wuchs im Mannheimer Arbeiterviertel Neckarstadt auf. Ende der neunziger Jahre kam er mit der Hip-Hop-Kultur in Kontakt. Nach einer Phase, in der er als Graffiti-Sprayer auftrat, legte er sein Augenmerk auf Rap. 2001 folgten die ersten Live-Auftritte, unter anderem als Back-Up-Rapper von Pal One. Durch diese Erfahrungen entstand Kontakt mit einem der Veranstalter von regionalen Hip-Hop-Veranstaltungen. Gemeinsam gründeten sie das Label Roh-lexx Records, bei dem Marc Reis fortan als Künstler unter Vertrag stand, was ihm erste Studioaufnahmen ermöglichte. Im Jahr 2003 veröffentlichte Marc Reis unter dem Namen Sprachtot die EP 68 Richtzahlen?!?, welche in einer 500er-Auflage gepresst wurde.
Nach weiteren Featurebeiträgen erschien 2004 das Streettape Warum nur ein Tape?. Ein Jahr später folgte die nächste Veröffentlichung Warum nur ein Mixtape?. Zur gleichen Zeit wurde Roh-lexx Records zu Unterdrukk Music umbenannt. Im selben Jahr erschien zudem die Online-EP Warum nur Promo?, die zudem auch als Promo-CD am splash!-Festival verteilt wurde. Wegen des dadurch gewachsenen Bekanntheitsgrades wurde der Moabiter Rapper Megaloh und dessen Produzent KD-Supier auf Marc Reis aufmerksam. In der Folge nahmen die beiden das Kollaboalbum Alles Negertiv auf, das von Frauenarzt produziert wurde. Die Veröffentlichung sollte eigentlich als Vorgeschmack auf ein weiteres gemeinsames Album der beiden dienen, das jedoch nie erschien.
Zuvor erschien 2006 das Mixtape Warum noch ein Mixtape? – Aus Freunden werden Feinde!. Kurz nach der Veröffentlichung von Alles negertiv kollaborierte Marc Reis auf dem Album BDMV mit DmC. Im Februar 2008 wurde die CD Gottes blutiger Pfad veröffentlicht. Auch durch seine regelmäßige Zusammenarbeit mit Chakuza und DJ Stickle wuchs sein Bekanntheitsgrad. Später zog Marc Reis von Mannheim nach Berlin.
Im Jahr 2010 entschied sich Sprachtot dazu, fortan nur noch unter seinem bürgerlichen Namen Marc Reis aufzutreten, da er die Rechte an seinem vorherigen Künstlernamen Sprachtot verlor. Kurz darauf veröffentlichte er das kostenlose Online-Mixtape Das Manhattan-Projekt, welches zwischen 2006 und 2009 aufgenommene Songs beinhaltete. Dazu wurde ein Video zum Stück Was soll das heißen? veröffentlicht.
Im Rahmen der Monster auf Tour-Tournee von Chakuza, bei der Marc Reis im Vorprogramm auftrat, war das Tourmixtape 68 % Privat – Hören auf eigene Gefahr erhältlich.
Am 1. Januar 2011 folgte Das Pegasus-Projekt, das den Nachfolger des Manhattan-Projekts darstellte und wiederum unveröffentlichte Songs aus der Ära Sprachtot enthielt. Als Featuregäste waren Lean, RAF Camora, Chakuza, DmC und Bizzy Montana vertreten.
Am 4. März 2011 veröffentlichte Marc Reis sein Debütalbum Monolog. Dazu wurden Musikvideos zu Chill hart, Zeit für mich, Kopfhörer, Monolog (Ich tanz alleine) und Tanz der Teufel gedreht. Zusätzlich trat er im Rahmen der Webserie Halt die Fresse auf, wo er den Titel Bourbon Soundz vorstellte.
Im Januar 2014 erschien sein zweites Soloalbum Nostalgie.
Am 12. September 2014 erschien die EP Momente.

## Diskografie
Alben
- 2011: Monolog
- 2014: Nostalgie

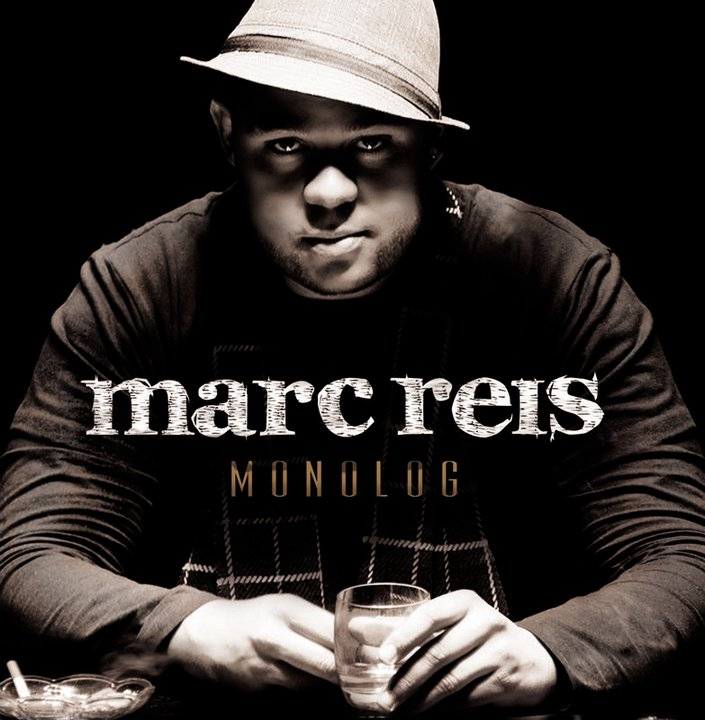
Cover des Albums Monolog

- 2025: Damit ihr nicht vergesst, wie Hip-Hop klingt!

Kollaborationen
- 2002: In alle Richtungen (mit DmC)
- 2005: Warum nur ein Mixtape? (Mixtape mit Dervizz & C-Geniuz)
- 2007: Alles Negertiv (mit Megaloh)
- 2007: BDMV (mit DmC)

Mixtapes
- 2004: Warum nur ein Tape?
- 2006: Warum noch ein Mixtape? – Aus Freunden werden Feinde
- 2008: Gottes blutiger Pfad (mit DJ Ron & DJ Shusta)
- 2010: Das Manhattan-Projekt  (Online-Mixtape)
- 2010: 68 % Privat – Hören auf eigene Gefahr! (Tourmixtape)
- 2011: Das Pegasus-Projekt  (Online-Mixtape)

EPs
- 2003: 68 Richtzahlen
- 2005: Warum nur Promo?
- 2014: Momente

Juice-Exclusives
- 2007: So was von egal (feat. Megaloh) (Juice-Exclusive auf Juice-CD #72)
- 2008: Wo die Straßen sind (Juice-Exclusive auf Juice-CD #83)

Freetracks
- 2008: Beatlefield Allstars Part 2 (D-Bo feat. RAF Camora, Pirelli, Bizzy Montana, Chakuza & Sonnik Boom)
- 2008: Myspace Exclusive (feat. Bizzy Montana)
- 2008: Kantenmuzik (feat. Cashmo)
- 2009: Ready or not (Chakuza feat. Sonnik Boom)
- 2010: Lange nichts gehört (Liquit Walker feat. Sprachtot)
- 2010: Wir gehen die Wände hoch (Chakuza feat. Sonnik Boom)
- 2010: Erst ich, dann du
- 2010: Ich nehme alles
- 2010: 3-2-1
- 2011: Ich kenne keine Reue
- 2011: Nie wieder raus (feat. Reason)
- 2011: Rockstar
- 2011: Zerstör mich selbst
- 2011: Wir stehen auf (Yassir feat. Marc Reis, Harris, Hassan Annouri, Celo & Abdi, Saman und Demain) (Video gegen Kindermisshandlung, Initiatorin Xenia Hügel[20])